# 貝爾萊柱白鮭
貝爾萊柱白鮭，為輻鰭魚綱鮭形目鮭科的一種，為溫帶淡水魚，分布於北美洲美國愛達荷州及猶他州北部的熊湖流域，體長可達22公分，棲息在底中層水域，生活習性不明。